# Plan 9 from Bell Labs
 For alternative betydninger, se Plan 9. (Se også artikler, som begynder med Plan 9)
Plan 9 from Bell Labs eller blot Plan 9 er et distribueret styresystem, der stammer fra Computing Science Research Center (CSRC) på Bell Labs i midten af 1980'erne og bygget på UNIX-koncepter, der først blev udviklet der i slutningen af 1960'erne. Siden 2000 har Plan 9 været fri og open source-software. Den endelige officielle udgivelse var i begyndelsen af 2015.
Under plan 9 udvides UNIX's Everything is a file-metafor til et netværkscentreret filsystem, og den terminalbaserede I/O i hjertet af UNIX-lignende operativsystemer, er erstattet af et vinduessystem og en grafisk brugergrænseflade, selvom rc, Plan 9-skallen, er tekstbaseret.
Navnet Plan 9 from Bell Labs er en reference til Ed Wood 1957 kult science fiction Z-film Plan 9 from Outer Space. Plan 9 blev fortsat brugt og udviklet i 2022 af styresystemforskere og hobbyfolk.